# Moje noce są piękniejsze niż wasze dni
Moje noce są piękniejsze niż wasze dni (fran. Mes nuits sont plus belles que vos jours) – francuski film fabularny z 1989 roku w reżyserii Andrzeja Żuławskiego.

## Fabuła
Lucas, genialny informatyk w średnim wieku, stworzył nowy język komputerowy, ale w tym samym czasie dowiaduje się, że jego mózg jest zainfekowany śmiertelnym wirusem. Swoje ostatnie dni spędza w nadmorskim hotelu w Biarritz. Podążył tam za ukochaną, młodą Blanche – kobietą medium, która wraz z ekscentryczną grupą artystyczną podróżuje po Francji.

## Obsada
- Jacques Dutronc – Lucas
- Sophie Marceau – Blanche
- Valérie Lagrange – matka Blanche
- Myriam Mézières – Edwige